# クリス・コラベロ
クリストファー・エイドリアン・コラベロ（Christopher Adrian Colabello , 1983年10月24日 - ）は、アメリカ合衆国マサチューセッツ州ミドルセックス郡フレイミングハム出身の元プロ野球選手（一塁手、外野手）。右投右打。

## 経歴

### プロ入りと独立リーグ時代
2005年からカナディアン・アメリカン・リーグのウースター・トルネードズに所属。51試合に出場し、打率.320・8本塁打・31打点・3盗塁だった。
2006年は、90試合に出場し、打率.305・7本塁打・58打点・4盗塁だった。
2007年は、48試合に出場し、打率.288・5本塁打・28打点・6盗塁だった。シーズン途中にナシュア・プライドへ移籍。43試合に出場し、打率.318・8本塁打・34打点だった。
2008年は、ウースターに復帰。93試合に出場し、打率.336・16本塁打・76打点・3盗塁だった。
2009年は、84試合に出場し、打率.302・9本塁打・55打点・3盗塁だった。
2010年は、82試合に出場し、打率.301・13本塁打・59打点・3盗塁だった。
2011年は、92試合に出場し、打率.348・20本塁打・79打点・1盗塁だった。

### ツインズ時代
2012年2月2日にミネソタ・ツインズと契約。この年は傘下のAA級ニューブリテン・ロックキャッツで134試合に出場し、打率.284・19本塁打・98打点の成績を残した。
2013年は、第3回WBCのイタリア代表に指名打者として選出された。レギュラーシーズンでは、開幕をAAA級ロチェスター・レッドウイングスで迎え、5月22日にメジャー初昇格を果たし、同日のアトランタ・ブレーブス戦でメジャーデビュー。6番・右翼でスタメン起用されたが、4打数無安打1三振に終わった。この年は55試合に出場し、打率.194・7本塁打・17打点だった。また、8月27日にはインターナショナルリーグの新人王とMVPを受賞した。
2014年2月28日にツインズと1年契約に合意。自身初の開幕ロースター入りを果たし、開幕から1週間で6試合に出場し、23打数9安打（打率.391）、4二塁打、1本塁打・11打点、OPS1.112などの成績を残し、週間MVPを初受賞した。開幕後は指名打者として起用されていたが、4月9日に正右翼手のオズワルド・アルシアが故障者リスト入りしたため、右翼手に定着。5月からはジョー・マウアーの故障に伴い、一塁手へコンバート。ユーティリティープレイヤーとして40試合に出場していたが、5月26日に正左翼手のジョシュ・ウィリンガムが故障から復帰したため、AAA級ロチェスターへ降格。7月2日にマウアーが故障者リスト入りしたため再昇格した。昇格後は19試合に出場したが、打率.222と結果を残せず、8月9日にAAA級ロチェスターへ降格。この年は59試合に出場し、打率.229・6本塁打・39打点だった。

### ブルージェイズ時代
2014年12月8日にウェイバーでトロント・ブルージェイズへ移籍した。
2015年2月4日にDFAとなった。AAA級バッファロー・バイソンズで23試合に出場し、打率.337・5本塁打・18打点、OPS.975などの好成績を残した結果、5月5日にメジャー契約となり25人枠入りする。この年は内外野のユーティリティとして起用され、101試合に出場した。バッティング面では強打を発揮し、打率.321・15本塁打・54打点・OPS0.886という好成績を残した。
2016年4月22日に薬物規定違反で80試合の出場停止となった。この出場停止処分の影響もあり、同年は10試合の出場で打率.069と、自己ワーストのシーズンを過ごした。オフの12月2日に40人枠を外れる形でAAA級バッファローへ配属された後、6日にFAとなった。

### ブルージェイズ退団後
2016年12月20日、クリーブランド・インディアンスとマイナー契約を結び、翌春のスプリングトレーニングに招待選手として参加することになった。
2017年の開幕はアクティブ・ロースター入りはならず、AAA級コロンバス・クリッパーズに所属したが、7月8日に自由契約となった。7月18日、ミルウォーキー・ブルワーズとマイナー契約を結び、AAA級コロラドスプリングス・スカイソックスに配属された。
2018年はイタリアンベースボールリーグのT&Aサンマリノでプレー。
2019年5月7日に独立リーグ・アトランティックリーグのシュガーランド・スキーターズと契約。6月23日に独立リーグ・アメリカン・アソシエーションのカンザスシティ・ティーボーンズに移籍した。

## 人物
父親はイタリア系アメリカ人で、元野球選手のルー・コラベロ。セリエAでプレーし、ロサンゼルスオリンピックの野球イタリア代表にも選出された。母親がイタリア人のため、WBCではイタリア代表として出場している。

## 詳細情報

### 年度別打撃成績
| 年 度    | 球 団    | 試 合 | 打 席 | 打 数 | 得 点 | 安 打 | 二 塁 打 | 三 塁 打 | 本 塁 打 | 塁 打 | 打 点 | 盗 塁 | 盗 塁 死 | 犠 打 | 犠 飛 | 四 球 | 敬 遠 | 死 球 | 三 振 | 併 殺 打 | 打 率 | 出 塁 率 | 長 打 率 | O P S |
| -------- | -------- | ----- | ----- | ----- | ----- | ----- | -------- | -------- | -------- | ----- | ----- | ----- | -------- | ----- | ----- | ----- | ----- | ----- | ----- | -------- | ----- | -------- | -------- | ----- |
| 2013     | MIN      | 55    | 181   | 160   | 14    | 31    | 3        | 0        | 7        | 55    | 17    | 0     | 1        | 0     | 0     | 20    | 0     | 1     | 58    | 5        | .194  | .287     | .344     | .631  |
| 2014     | MIN      | 59    | 220   | 205   | 17    | 47    | 13       | 0        | 6        | 78    | 39    | 0     | 2        | 0     | 0     | 14    | 1     | 1     | 66    | 2        | .229  | .282     | .380     | .662  |
| 2015     | TOR      | 101   | 360   | 333   | 55    | 107   | 19       | 1        | 15       | 173   | 54    | 2     | 0        | 0     | 2     | 22    | 0     | 3     | 96    | 12       | .321  | .367     | .520     | .886  |
| 2016     | TOR      | 10    | 32    | 29    | 0     | 2     | 0        | 0        | 0        | 2     | 1     | 0     | 0        | 0     | 0     | 2     | 0     | 1     | 9     | 2        | .069  | .156     | .069     | .225  |
| MLB：4年 | MLB：4年 | 225   | 793   | 727   | 86    | 187   | 35       | 1        | 28       | 308   | 111   | 2     | 3        | 0     | 2     | 58    | 1     | 6     | 229   | 21       | .257  | .317     | .424     | .740  |

- 2017年度シーズン終了時

### 背番号
- 55 (2013年)
- 20 (2014年)
- 15 (2015年 - 2016年)

### 代表歴
- 2013 ワールド・ベースボール・クラシック・イタリア代表